# Hotelling-szabály
A Hotelling-szabály (amelyet Harold Hotelling 1931-ben publikált) kimondja, hogy a természeti erőforrások diszkontált jelenértékű árának optimálisan minden időpontban ugyanakkorának kell lennie. Egy erőforrás kitermelése akkor hatékony, ha a társadalmi diszkontrátával diszkontált ára minden időpontban ugyanakkora. Ha valamely jószág hasznosságát a pénzbeli ára fejezi ki, akkor a Hotelling-szabály értelmében valamennyi generáció számára az erőforrás felhasználásából származó hasznosságok egyformák.